# Ojsan
Ojsan är en litterär fiktiv hund och en av huvudpersonerna i Pär Lindbloms barnböcker om Ojsan och AnnaMia. Från början var han en bifigur i sagoböckerna men i de senare böckerna har han alltmer tagit över huvudrollen från AnnaMia.

## Böcker om Ojsan och AnnaMia
- 2004 – Ojsan slänger yxan i sjön
- 2003 – Ojsan Tekla & Tomten
- 2002 – Ojsan får en metarkompis
- 2001 – Ojsan drömmer
- 2001 – AnnaMia Ojsan & Jacko
- 2001 – Ojsan klämmer svansen
- 2000 – Ojsan (bok)
- 1999 – AnnaMia fixar allt
- 1998 – AnnaMia och Önskedrömmen